# Tenax (wielerploeg)
Tenax was een Italiaanse wielerploeg met een Ierse licentie. De ploeg werd gesponsord door een bedrijf dat werkmateriaal fabriceert. Tenax had de ploeg in 2003 overgenomen van Cage Maglierie - Olmo en was zo een verre opvolger van Brescialat en de eerste Liquigas-ploeg.
In 2008 is Tenax gefuseerd met Team LPR.

## Bekende wielrenners

### Italianen
- Fabio Baldato
- Gabriele Bosisio
- Paolo Bossoni
- Massimo Codol
- Nicola Loda
- Roberto Petito
- Daniele Pietropolli
- Mauro Santambrogio

### Andere nationaliteiten
- Martin Hvastija
- Zoran Klemenčič
- Marlon Pérez
- Roeslan Pidhorny
- Rigoberto Urán

## Ploegen per jaar
- Ploeg 2007